# Мечеть Джеззар Паша

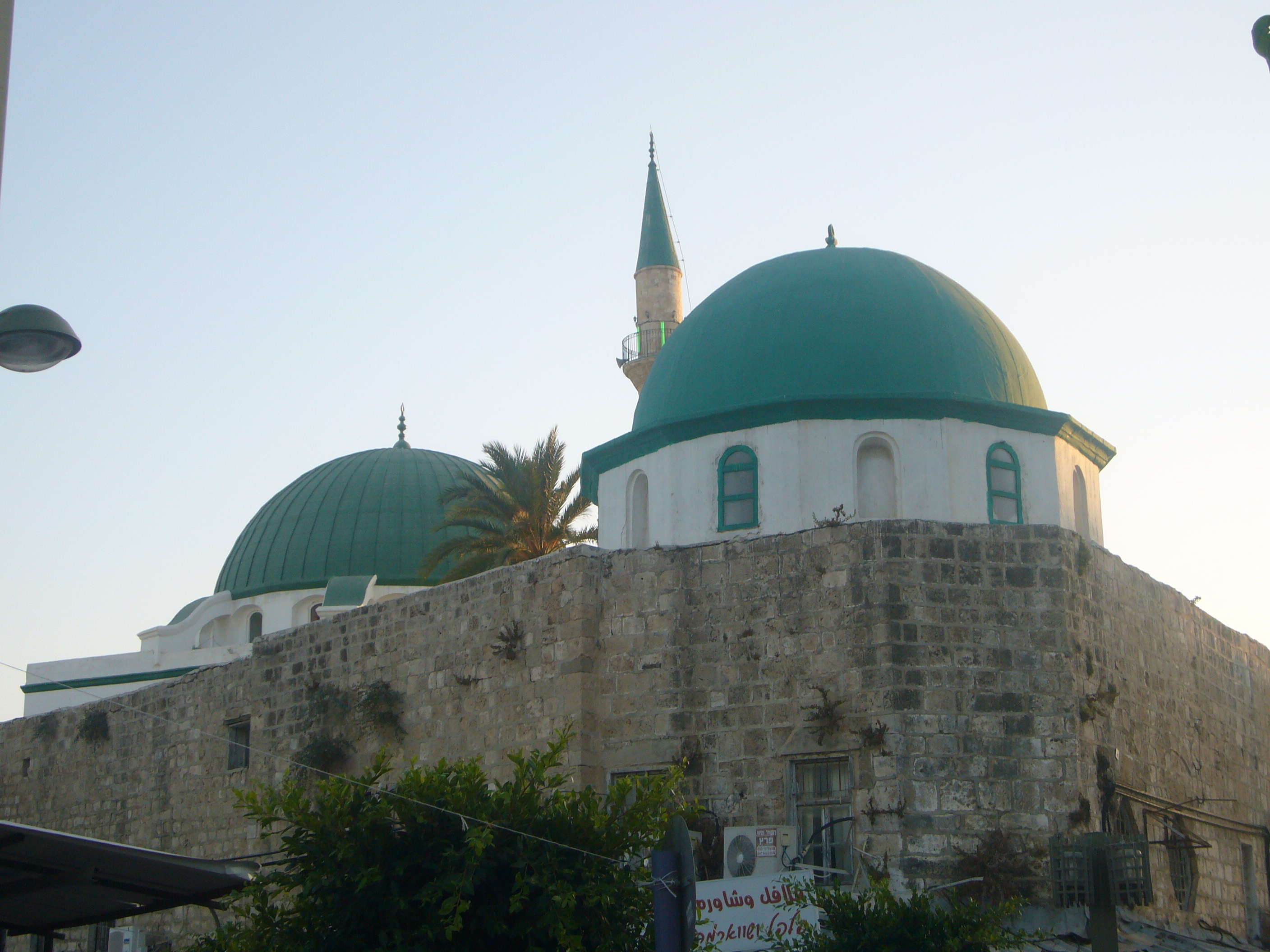
Вид мечети Джеззар Паша с моря

Мечеть Джеззар Паша (араб. جامع جزار باشا‎) — мечеть, расположенная в центре Акко на севере Израиля.

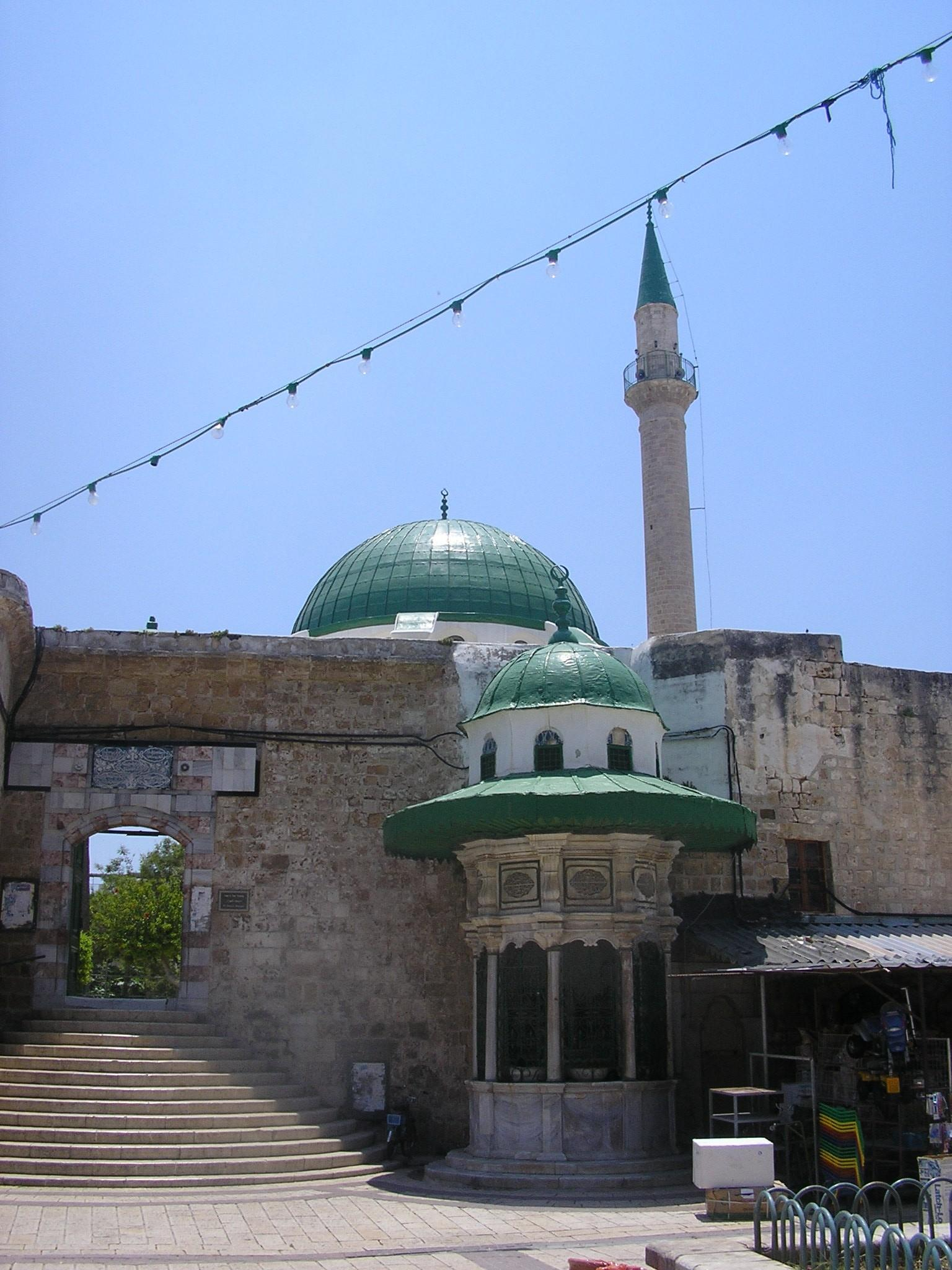
Вход

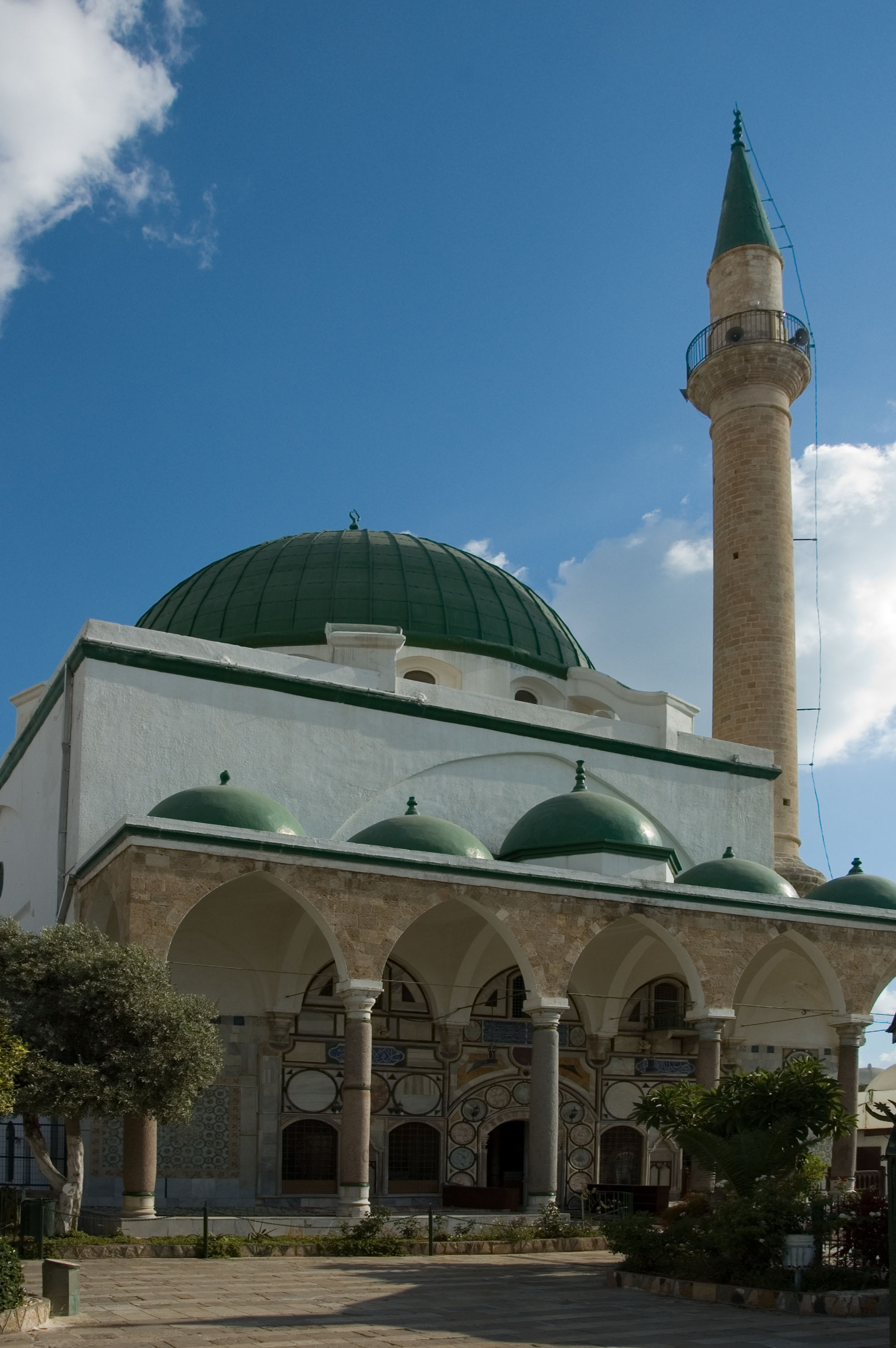
Фасад мечети

Мечеть была построена по приказу губернатора Акко в конце XVIII столетия, паши Ахмеда аль-Джеззара, который был известен своей жестокостью, внушительными общественными работами, и нанесением поражения Наполеону при осаде Акко в 1799 году. Паша Джеззар заказал строительство мечети в 1781 году  и оно было законено в течение года.

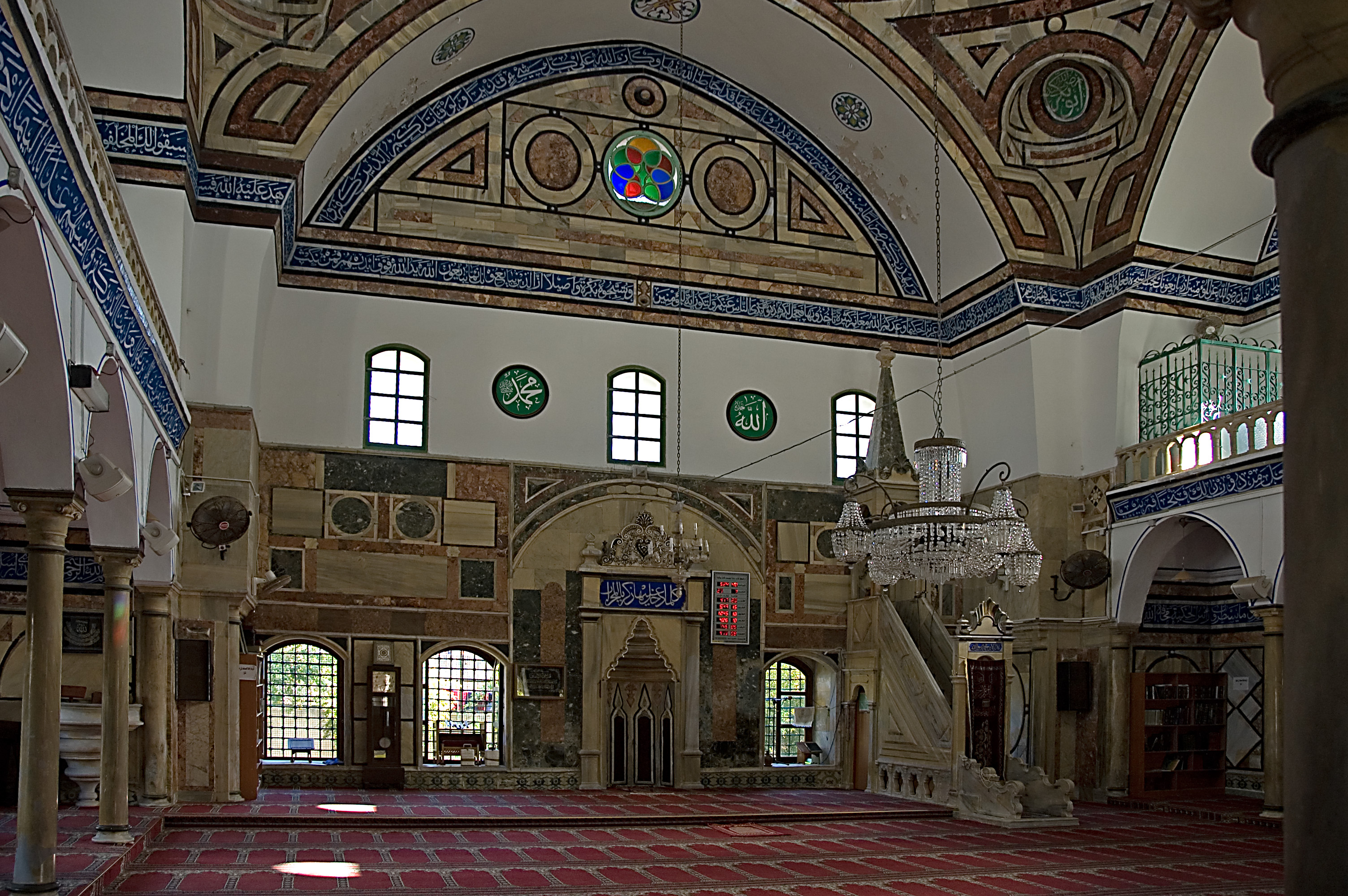
Вид мечети внутри

В смежных с мечетью мавзолее и маленькое кладбище находятся могилы паши Джеззара и его преемника — паши Сулеймана, а также их родственников.